# Algarve-Cup 1997
Der Algarve-Cup 1997 war die vierte Austragung des jährlich stattfindenden Turniers für Frauenfußball-Nationalmannschaften und fand zwischen dem 10. und 16. März 1997 an der portugiesischen Algarve statt. Der Titelverteidiger Norwegen gewann das Turnier vor China und Schweden.

## Teilnehmende Mannschaften
An dem Einladungsturnier nahmen 1997 acht Mannschaften teil.
| - Dänemark - Finnland - Island - Niederlande | - Norwegen (Titelverteidiger) - Portugal (Gastgeber) - Schweden - China |

## Turnierverlauf
Die acht teilnehmenden Mannschaften wurden in zwei Gruppen aufgeteilt und trafen in einem Rundenturnier aufeinander. In der anschließenden Finalrunde spielten die Gruppenvierten, Gruppendritten und Gruppenzweiten um die Plätze sieben, fünf und drei sowie die Gruppensieger im Finale um den Turniersieg.

### Gruppenphase
Gruppe A
| Pl. | Land     | Sp. | S | U | N | Tore    | Diff. | Punkte |
| --- | -------- | --- | - | - | - | ------- | ----- | ------ |
| 1.  | Norwegen | 3   | 3 | 0 | 0 | 014:100 | +13   | 09     |
| 2.  | Dänemark | 3   | 2 | 0 | 1 | 006:400 | +2    | 06     |
| 3.  | Finnland | 3   | 1 | 0 | 2 | 003:700 | −4    | 03     |
| 4.  | Island   | 3   | 0 | 0 | 3 | 001:120 | −11   | 0      |

|                             |   |          |     |
| 10. März 1997 in Silves     |   |          |     |
| Dänemark                    | – | Island   | 4:1 |
| Norwegen                    | – | Finnland | 5:1 |
| 12. März 1997 in Olhão      |   |          |     |
| Norwegen                    | – | Island   | 6:0 |
| Dänemark                    | – | Finnland | 2:0 |
| 14. März 1997 in Alvor      |   |          |     |
| Norwegen                    | – | Dänemark | 3:0 |
| 14. März 1997 in Montechoro |   |          |     |
| Finnland                    | – | Island   | 2:0 |

Gruppe B
| Pl. | Land        | Sp. | S | U | N | Tore    | Diff. | Punkte |
| --- | ----------- | --- | - | - | - | ------- | ----- | ------ |
| 1.  | China       | 3   | 3 | 0 | 0 | 006:000 | +6    | 09     |
| 2.  | Schweden    | 3   | 2 | 0 | 1 | 008:200 | +6    | 06     |
| 3.  | Niederlande | 3   | 1 | 0 | 2 | 001:500 | −4    | 03     |
| 4.  | Portugal    | 3   | 0 | 0 | 3 | 000:800 | −8    | 0      |

|                             |   |             |     |
| 10. März 1997 in Faro       |   |             |     |
| China                       | – | Portugal    | 3:0 |
| Schweden                    | – | Niederlande | 4:0 |
| 12. März 1997 in Portimão   |   |             |     |
| China                       | – | Niederlande | 1:0 |
| 12. März 1997 in Lagoa      |   |             |     |
| Schweden                    | – | Portugal    | 4:0 |
| 14. März 1997 in Albufeira  |   |             |     |
| China                       | – | Schweden    | 2:0 |
| 14. März 1997 in Montechoro |   |             |     |
| Niederlande                 | – | Portugal    | 1:0 |

### Finalrunde
Spiel um Platz 7
|                       |   |          |                |
| 16. März 1997 in Faro |   |          |                |
| Island                | – | Portugal | 0:0, 4:3 i. E. |

Spiel um Platz 5
|                       |   |          |     |
| 16. März 1997 in Faro |   |          |     |
| Niederlande           | – | Finnland | 1:0 |

Spiel um Platz 3
|                        |   |          |                |
| 16. März 1997 in Loulé |   |          |                |
| Schweden               | – | Dänemark | 0:0, 6:5 i. E. |

### Finale
| Norwegen                                        | Norwegen | China | China |
| ----------------------------------------------- | --- | --- | ----- |
| Norwegen                                        | \| 16. März 1997 in Loulé \| \| Ergebnis: 1:0 (0:0) \| \| Zuschauer: 500 \| \| Schiedsrichterin: Katriina Elovirta ( Finnland) \| \| Spielbericht \| | \| 16. März 1997 in Loulé \| \| Ergebnis: 1:0 (0:0) \| \| Zuschauer: 500 \| \| Schiedsrichterin: Katriina Elovirta ( Finnland) \| \| Spielbericht \|                                   | China |
| Norwegen                                        | Bente Nordby • Henriette Viker, Merete Myklebust, Agnete Carlsen, Gøril Kringen • Hege Riise (83. Tone Gunn Frustøl), Monica Knudsen, Unni Lehn (39. Margunn Haugenes) • Marianne Pettersen (89. Brit Sandaune), Linda Medalen (85. Ragnhild Gulbrandsen), Ann Kristin Aarønes Cheftrainer: Per-Mathias Høgmo | Zhao Yan • Fan Yunjie, Xie Huilin, Zhao Lihong, Sun Wen (73. Gao Hong), Fan Chunling, Sun Qingmei, Mo Chenyue (58. Wang Liping), Liu Ying, Chen Yufeng, Jin Yan Cheftrainer: Ma Yuanan | China |
| Norwegen                                        | 1:0 Hege Riise (75.) | | China |
| Norwegen                                        | Gøril Kringen | Zhao Yan, Fan Yunjie, Chen Yufeng | China |
| 16. März 1997 in Loulé                          | | |       |
| Ergebnis: 1:0 (0:0)                             | | |       |
| Zuschauer: 500                                  | | |       |
| Schiedsrichterin: Katriina Elovirta ( Finnland) | | |       |
| Spielbericht                                    | | |       |